# 8-Oxo-2'-désoxyguanosine
La 8-oxo-2’-désoxyguanosine (8-oxo-dG), ou 8-hydroxydésoxyguanosine (8-OHdG), est un désoxyribonucléoside résultant de l'oxydation de la désoxyguanosine dont le taux urinaire est utilisé comme marqueur biochimique du stress oxydant et de l'efficacité des systèmes de réparation à l'œuvre pour en limiter les effets sur l'organisme. On la retrouve en particulier chez les fumeurs ainsi que chez les patients atteints de diverses maladies telles que des cancers et dans le cerveau des patients atteints de la maladie de Parkinson. 
La mesure de sa concentration permet notamment de suivre l'efficacité de certains antioxydants tels que le gallate d'épigallocatéchine du thé vert.
Son ribonucléoside correspondant est la 8-hydroxyguanosine.